# Max Tessier
Pour les articles homonymes, voir Tessier.
Max Tessier, né le 17 octobre 1944 à Vichy et mort le 19 avril 2025 à Manille,, est un journaliste français, critique et historien du cinéma.

## Carrière
Collaborateur de la revue Jeune Cinéma à partir de 1965, puis de Cinéma à partir de 1967, Max Tessier fait partie du groupe qui abandonne cette revue pour fonder la revue Écran dont le premier numéro paraît en janvier 1972. Il publie ensuite ses articles dans La Revue du cinéma et parfois dans Positif.
Spécialiste du cinéma asiatique, en particulier japonais, il est l'auteur d'ouvrages de référence dans ce domaine.
En 2001, il préside le jury international de la 7e édition du festival international des cinémas d'Asie de Vesoul qu'il soutient dès sa création.

## Publications
- Yasujirō Ozu, L'Avant-scène Cinéma, coll. « Anthologie du cinéma », no 64, juillet-octobre 1971
- Le Cinéma japonais au présent 1959-1979 (sous la dir. de), P. Lherminier, Cinéma d'aujourd'hui, no 15, 1979
- Cinéma et littérature au Japon de l'ère Meiji à nos jours (sous la dir. de), éditions du Centre Georges-Pompidou, coll. « Cinéma-singulier », 1986
- Images du cinéma japonais, introduction de Nagisa Ōshima, Henri Veyrier, 1990
- Cinéma et littérature au Japon, avec Pierre Aubry, éditions du Centre Georges-Pompidou, 1992
- Le Cinéma japonais, Armand Colin, 2005 ; rééd. Armand Colin, 2008 ; 3e édition revue et augmentée par Frédéric Monvoisin, Armand Colin, coll. « Focus Cinéma », 2018